# Aechmea mexicana
Espèce
Classification phylogénétique
Aechmea mexicana est une espèce de plantes à fleurs de la famille des Bromeliaceae qui se rencontre du Mexique à l'Équateur.

## Synonymes
- Aechmea bernoulliana Wittm.[1] ;
- Hoplophytum grande E.Morren ex Baker[1] ;
- Podaechmea mexicana (Baker) L.B.Sm. & W.J.Kress[1].

## Distribution
L'espèce se rencontre largement en dans de nombreux pays Amérique centrale et au nord-ouest de l'Amérique du Sud : Mexique, Belize, Costa Rica, Guatemala, Nicaragua, Panama, Colombie et Équateur.

## Description
L'espèce est épiphyte.